# Afrikaspiele 2023/Fußball
Bei den Afrikaspielen 2023 in der ghanaischen Hauptstadt Accra fanden vom 7. bis 22. März 2024 im Fußball insgesamt zwei Wettbewerbe statt, davon je einer bei den Männern und bei den Frauen. Austragungsorte waren das Accra Sports Stadium, das Cape Coast Sports Stadium und das University of Ghana Sports Stadium.

## Bilanz

### Medaillenspiegel
| Platz  | Land    | Gold | Silber | Bronze | Gesamt |
| ------ | ------- | ---- | ------ | ------ | ------ |
| 1      | Ghana   | 2    | —      | —      | 2      |
| 2      | Uganda  | —    | 1      | 1      | 2      |
| 3      | Nigeria | —    | 1      | —      | 1      |
| 4      | Senegal | —    | —      | 1      | 1      |
| Gesamt | Gesamt  | 2    | 2      | 2      | 6      |

### Medaillengewinner
| Disziplin | Gold | Silber | Bronze |
| --------- | --- | --- | --- |
| Männer    | Ghana Yakubu Saeed Vincent Anane Daniel Afful Aaron Essel Remember Adomako Nana Kwame Boakyie Maxwell Azafokpe David Amuzu McCarthy Ofori Mohaison Mahamoud Emmanuel Adjei Aziz Issah Kese Fredrick Abdul Hakim Sulemana Emmanuel Mensah Kelvin Nkrumah Aziz Misbau Jerry Afriyie Michael Ephson | Uganda Abdul Magada Shamulan Kamya Humphrey Oyirwoth Haruna Lukwago Ibrahim Juma Enock Luyima Ronald Madoi Apollo Kagogwe Cyrus Kibande Rogers Torach Innocent Kisolo Ivan Irinimbabazi Allan Oyirwoth Hakim Mutebi Abbas Kyeyune Arafat Kizza Usama Patrick Jonah Kakande Shafiq Magogo Alpha Ssali Bruno Bunyaga | Senegal Prince Hally Gueye Mourtalla Fall Pape Mamadou Diouf Serigne Fallou Diouf Ousseynou Diakhate Daouda Ba Abdou Aziz Ndiaye Moustapha Gueye Ibrahima Diallo Famara Camara Mamadou Lamine Diouf Youssoupha Sayang Cheick Tidiane Thiam Pierre Diatta Dorival Papa Magueye Gaye Yaya Dieme Lamine Mbengue Mamadou Sarr Idrissa Gueye Mame Alassane Niang |
| Frauen    | Ghana Mukarama Abdulai Amina Ahamadu Afi Amenyeku Success Ameyaa Diana Amoako Ophelia Amponsah Asana Alhassan Mary Awuah Debora Brown Sarah Kulible Hannah Nyame Mafia Nyame Beline Nyarkoh Abena Opoku Comfort Owusu Faiza Rashid Abigail Sakyiwaa Tracey Twum Comfort Yeboah                   | Nigeria Okah Adaobi Jumoke Alani Blessing Okpe Ogbuchi Chidimma Isaac Delight Joy Igbokwe Chinyere Kalu Edeh Loveth Anderline Mgbechi Victoria Motunrayo Oluchi Ohaegbulem Chidera Okenwa Chiamaka Okwuchukwu Olawabunmi Oladeji Shukurat Oladipo Chioma Olise Faith Omilana Udoka Unachukwu Adoo Yina             | Uganda Esther Akujo Catherine Nagadya Catherine Wujja Cecilia Kamuli Claire Kebirungi Lwalisa Docus Kizza Immaculate Harima Kanyago Namutebi Krusum Nakasi Latifah Margret Kunihira Shamirah Nalugya Juliet Nalukenge Patricia Akiror Phionah Nabulime Shakirah Nankwan Najjuma Shamusa Sharon Kaidu Sumaya Nabuto Zainah Nadede                            |